# Sasbachwalden
Sasbachwalden là một thị xã ở phía tây Baden-Württemberg, Đức. Đô thị Sasbachwalden có diện tích 18,13 km². Đô thị này nằm tọa lạc ở sườn tây của núi Hornisgrinde ở rừng Đen và thuộc huyện Ortenau. Hơn 70% diện tích là rừng.